# استون مارتین دی‌بی‌اس سوپرلجرا
استون مارتین دی‌بی‌اس سوپرلجرا (به انگلیسی: Aston Martin DBS Superleggera) که با نام استون مارتین دی‌بی‌اس نیز فروخته می‌شود، یک خودروی جی‌تی است که توسط شرکت خودروسازی بریتانیایی استون مارتین از سال ۲۰۱۸ تولید می‌شود. در ژوئن ۲۰۱۸، استون مارتین این خودرو را به‌عنوان جایگزینی برای ونکویش رونمایی کرد که بر پایهٔ دی‌بی۱۱ وی۱۲ ساخته شده‌است، اما تغییراتی دارد که آن را از دی‌بی۱۱ متمایز می‌کند. نام دی‌بی‌اس قبلاً برای مدل ساخته‌شده از سال ۱۹۶۷ تا ۱۹۷۲ و برای دی‌بی‌اس وی۱۲ مبتنی بر دی‌بی۹ میان سال‌های ۲۰۰۷ و ۲۰۱۲ استفاده می‌شد. علاوه بر این، این خودرو از نام سوپرلجرا نیز استفاده می‌کند که اشاره‌ای به کارروزریا تورینگ سوپرلجرا است که به استون مارتین کمک کرد سبک‌ترین گرند توررهای خود را در دهه‌های ۱۹۶۰ و ۱۹۷۰ توسعه دهد.

## طراحی
جلوی دی‌بی‌اس دارای یک سپر جلوی جدید با جلوپنجره بزرگ وسط در مقایسه با دی‌بی۱۱ است تا خنک‌کنندگی موتور را بهبود ببخشد به همراه دو هواکش در دو طرف برای خنک کردن ترمزها و دو دریچه روی کاپوت که به فرایند خنک‌سازی موتور کمک می‌کند. موتور ۵٫۲ لیتری توربوشارژ دوقلو V12 ساخت آلمان با قدرت ۷۲۵ اسب بخار متری (۵۳۳ کیلووات؛ ۷۱۵ اسب بخار) در ۶٬۵۰۰ دور در دقیقه و ۶۶۴ پوند-فوت (۹۰۰ نیوتن متر) گشتاور از ۱٬۸۰۰ تا ۵٬۰۰۰ دور در دقیقه ارتقا یافته‌است. به منظور بهینه‌سازی مرکز ثقل و توزیع وزن، واحد وی۱۲ تا حد امکان پایین و عقب‌تر در شاسی قرار گرفته‌است.
دی‌بی‌اس سوپرلجرا دارای جعبه‌دنده جدید ZF 8HP95 با نسبت درایو نهایی کوتاه‌تر ۲٫۹۳:۱ است، برخلاف ۲٫۷۰:۱ دی‌بی۱۱. از نظر شاسی، همچنین دارای بردار گشتاور و دیفرانسیل لغزش محدود مکانیکی برای عملکرد متمرکزتر مسیر است. این خودرو همچنین دارای همان آیرودینامیک است که اولین بار در دی‌بی۱۱ دیده شد، از جمله سامانه نوآورانه Aeroblade استون مارتین، اما آیرودینامیک را با یک دیفیوزر دوگانه الهام گرفته از اف۱ بهبود می‌بخشد که به خودرو کمک می‌کند ۳۹۷ پوند (۱۸۰ کیلوگرم) نیروی رو به پایین ایجاد کند - بالاترین رقم تاکنون برای تولید سری استون مارتین. سامانه اگزوز تیتانیومی چهار لوله‌ای جدید، صدای موتور را بهبود می‌بخشد در حالی که استفاده از فیبر کربن در قسمت‌های اصلی خودرو، وزن را به ۱٬۶۹۳ کیلوگرم (۳٬۷۳۲ پوند) کاهش می‌دهد.

## کارایی
دی‌بی‌اس سوپرلجرا می‌تواند از ۰–۱۰۰ کیلومتر بر ساعت (۶۲ مایل بر ساعت) در ۳٫۴ ثانیه و ۰–۱۶۱ کیلومتر بر ساعت (۱۰۰ مایل بر ساعت) در ۶٫۴ ثانیه شتاب بگیرد. این خودرو همچنین می‌تواند در ۴٫۲ ثانیه با دنده چهارم به سرعت ۸۰–۱۶۱ کیلومتر بر ساعت (۵۰–۱۰۰ مایل بر ساعت) برسد و بیشینه سرعت آن به ۳۴۰ کیلومتر بر ساعت (۲۱۱ مایل بر ساعت) برسد. سه حالت رانندگی در دسترس است: جی‌تی، اسپورت و اسپورت پلاس که میزان پاسخگویی خودرو را تنظیم می‌کند.

## انواع

### دی‌بی‌اس سوپرلجرا TAG Heuer ادیشن
در فوریه ۲۰۱۹، استون مارتین از دی‌بی‌اس سوپرلجرا با مشارکت سازنده ساعت‌های لوکس سوئیسی TAG Heuer رونمایی کرد. تولید به ۵۰ دستگاه در سراسر جهان محدود شد. رنگ سفارشی موناکو مشکی است، یک رنگ مشکی متالیک با جرقه‌های قرمز ظریف. این خودرو با آپشن‌های کربن کامل داخلی و خارجی و رینگ‌های آلیاژی ۲۱ اینچی مشکی ساتن، لاستیک‌های پیرلی پی زیرو با نوار قرمز و کالیپرهای ترمز قرمز عرضه شد. داخل خودرو از چرم مشکی سفارشی و روتختی آلکانترا با دوخت قرمز تشکیل شده‌است که فقط در این نسخه محدود موجود است.
هر یک از ۵۰ خودرو با یک ساعت TAG Heuer نسخه محدود به نام دی‌بی‌اس ادیشن Carrera Heuer 02 عرضه شد که فقط در دسترس خریداران دی‌بی‌اس سوپرلجرا TAG Heuer ادیشن است. صفحه نمایانگر جلوپنجره دی‌بی‌اس و بند چرمی مشکی و قرمز فضای داخلی خودرو را یادآوری می‌کند.

### دی‌بی‌اس وولانته
یک مدل وولانته (کانورتیبل) از دی‌بی‌اس در آوریل ۲۰۱۹ رونمایی شد. عملکرد تقریباً یکسانی دارد و موتور و جعبه‌دنده مشابهی با کوپه دارد، اما دارای رویه نرم هشت لایه با هشت گزینه رنگی است. برای اولین بار در یک خودروی استون مارتین، پوشش شیشه جلو از جنس فیبر کربن و همچنین روکش پشتی موجود است.

### دی‌بی‌اس سوپرلجرا OHMSS
در مه ۲۰۱۹، استون مارتین یک دی‌بی‌اس سوپرلجرا را برای جشن ۵۰ سالگی فیلم جیمز باند در سرویس مخفی اعلیحضرت رونمایی کرد. این خودرو از مشخصات دی‌بی‌اس اصلی استفاده شده در فیلم پیروی می‌کرد، با رنگ بیرونی سبز زیتونی و گریل سنتی استون مارتین. فقط ۵۰ واحد ساخته شد.

### دی‌بی‌اس جی‌تی زاگاتو
در اکتبر ۲۰۱۹، استون مارتین استون مارتین دی‌بی‌اس جی‌تی زاگاتو در Audrain's Newport Concours در ایالات متحده معرفی کرد. این خودرو بر پایه دی‌بی‌اس سوپرلجرا ساخته شده و اوج قدرت از ۷۱۵ افزایش یافته‌است اسب بخار تا ۷۶۰ اسب بخار می‌توان آن را تنها به عنوان بخشی از بسته ۶ میلیون پوندی پیش از مالیات "DBZ Centenary Collection" خریداری کرد که شامل یک جی‌تی زاگاتو و همچنین دی‌بی‌اس جی‌تی زاگاتو است. فقط ۱۹ "بسته" برای فروش موجود بود.

### دی‌بی‌اس سوپرلجرا ۰۰۷ ادیشن
نسخه دی‌بی‌اس سوپرلجرا ۰۰۷ در اوت ۲۰۲۰ معرفی شد. نسخه ۰۰۷ دارای رنگ بیرونی خاکستری سرامیکی با سقف فیبر کربن مشکی متضاد، درپوش آینه‌ها، اسپلیتر، دیفیوزر و اسپویلر عقب است. همچنین دارای رینگ‌های ۲۱ اینچی مشکی براق و الماسی است. تولید این مدل به ۲۵ دستگاه محدود شده‌است.

### دی‌بی‌اس ۷۷۰ اولتیمیت
استون مارتین خودروی ارسالی خود را برای دی‌بی‌اس به نام ۷۷۰ اولتیمیت معرفی کرد. توان ۷۷۰ اسب بخار متری (۵۶۶ کیلووات؛ ۷۵۹ اسب بخار ترمز) را از موتور ۵٫۲ لیتری وی۱۲ خود می‌گیرد و از این رو نام ۷۷۰ گرفته‌است و از تعداد انگشت شماری ارتقاء بصری و مکانیکی بهره می‌برد. تولید تنها به ۴۹۹ دستگاه (۳۰۰ کوپه و ۱۹۹ کانورتیبل) محدود شده‌است و هر قسمت ساخت آن قبلاً فروخته شده‌است.

## پذیرش و بازاریابی
مت ساندرز از اتوکار به دی‌بی‌اس سوپرلجرا با امتیاز پنج ستاره عالی جایزه داد و اظهار داشت: «این یک سوپر جی‌تی فوق‌العاده است و یک خودروساز بریتانیایی جوان شده را در بهترین حالت خود نشان می‌دهد.» ساندی تایمز خاطرنشان کرد که فاصله کم خودرو از زمین می‌تواند باعث گرفتار شدن آن در سرعت‌گیرها شود و قدرت خروجی بالای خودرو می‌تواند رانندگی در هوای مرطوب را به‌طور بالقوه خطرناک کند. دی‌بی‌اس در فیلم جیمز باند زمانی برای مردن نیست ظاهر شد.

## نگارخانه

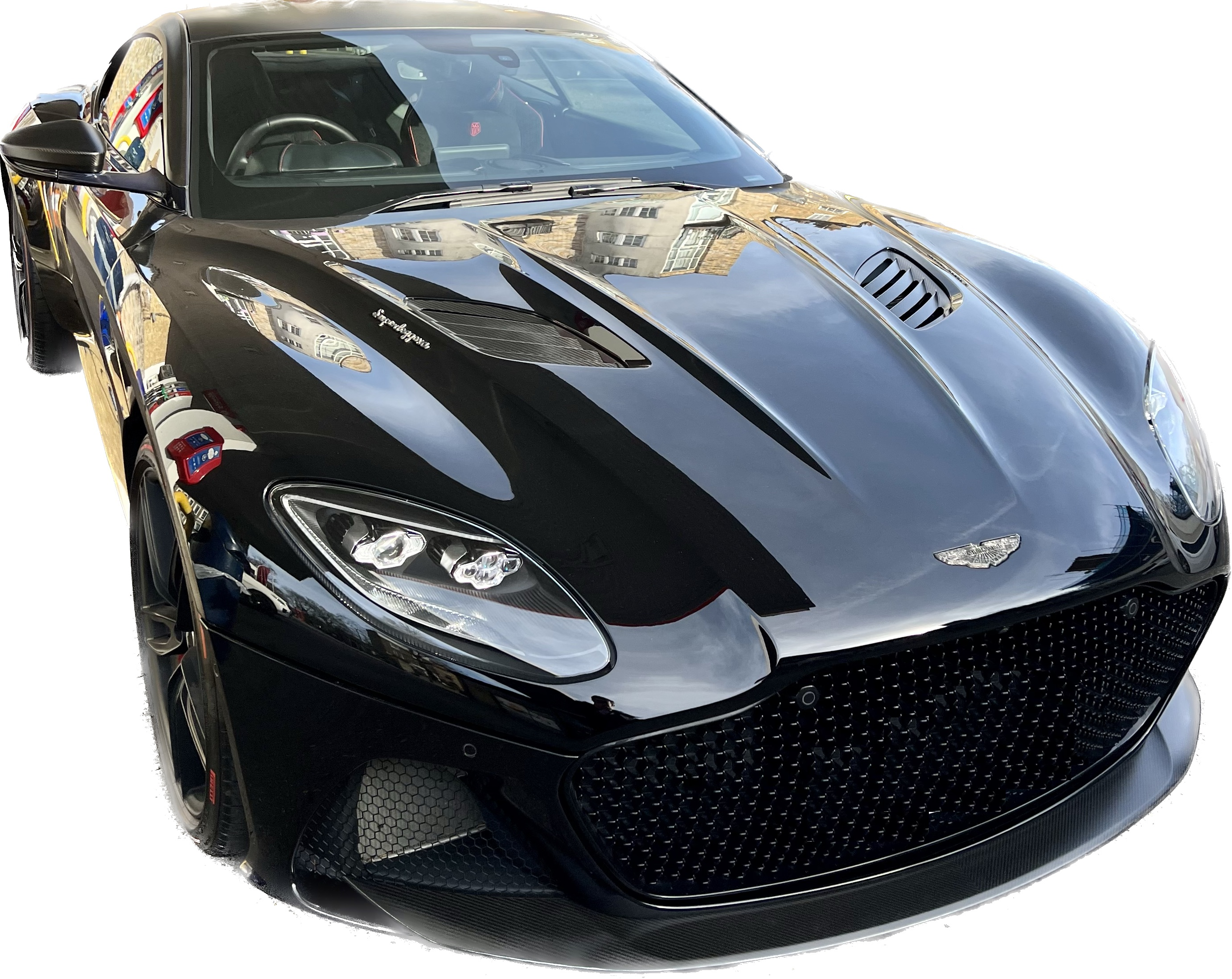
دی‌بی‌اس سوپرلجرا TAG Heuer ادیشن
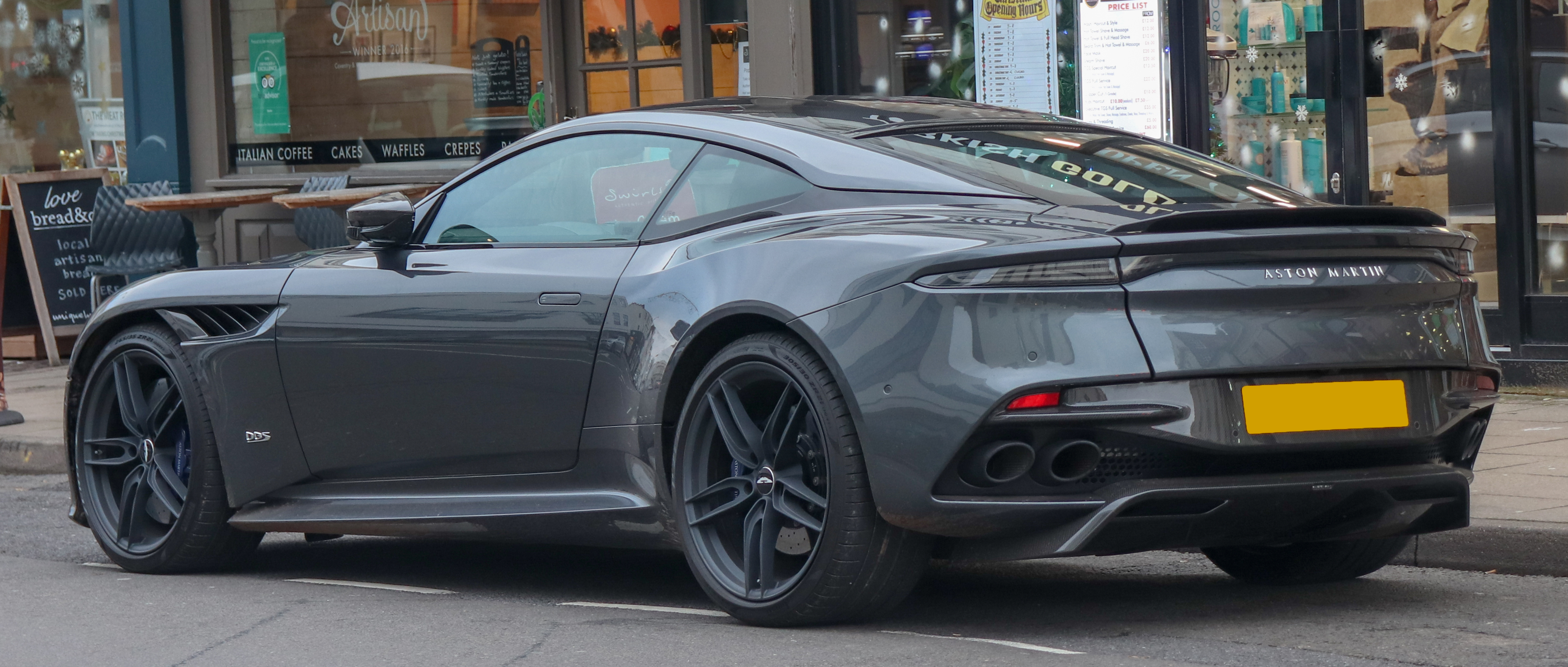
دی‌بی‌اس سوپرلجرا (نمای پشت)
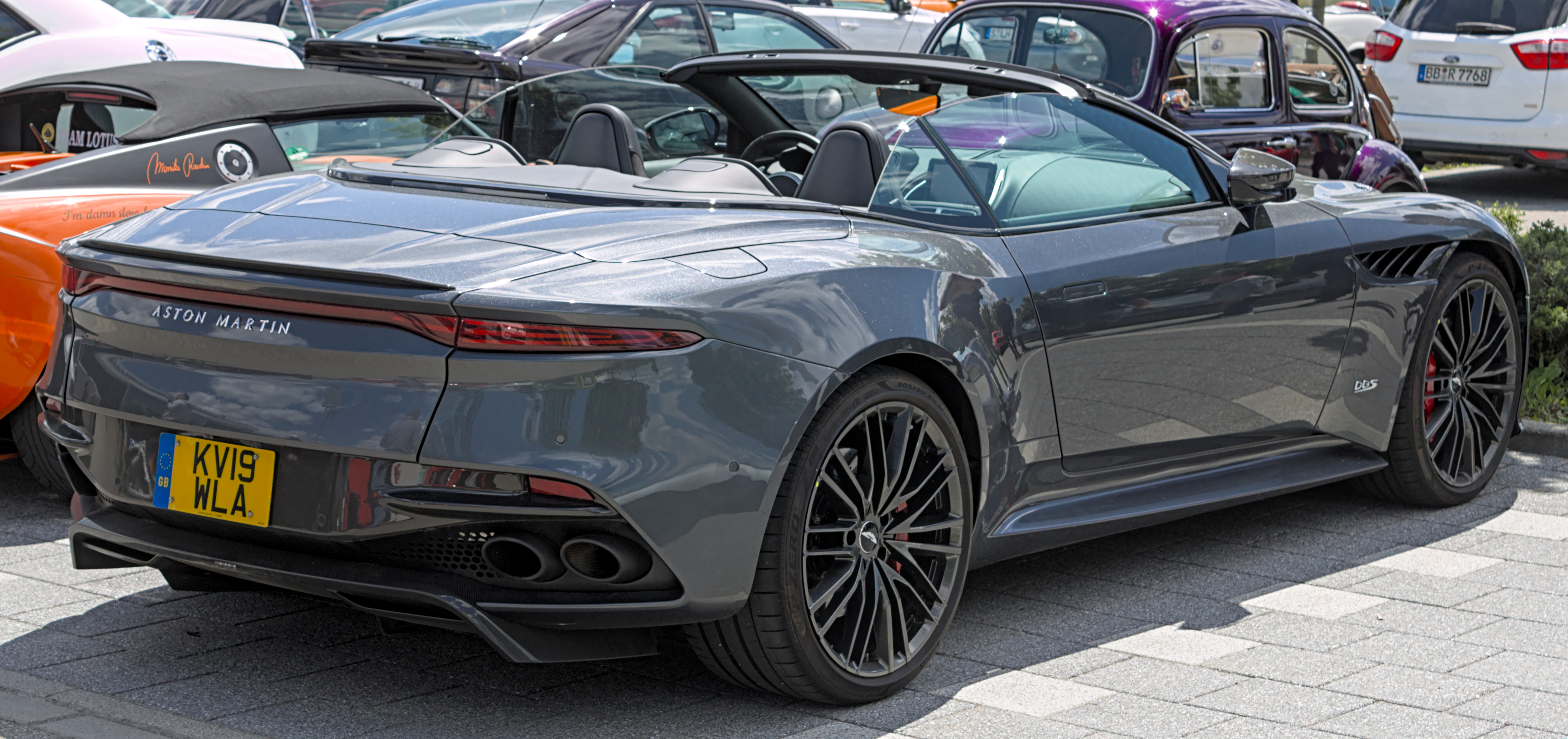
دی‌بی‌اس سوپرلجرا وولانته با سقف باز
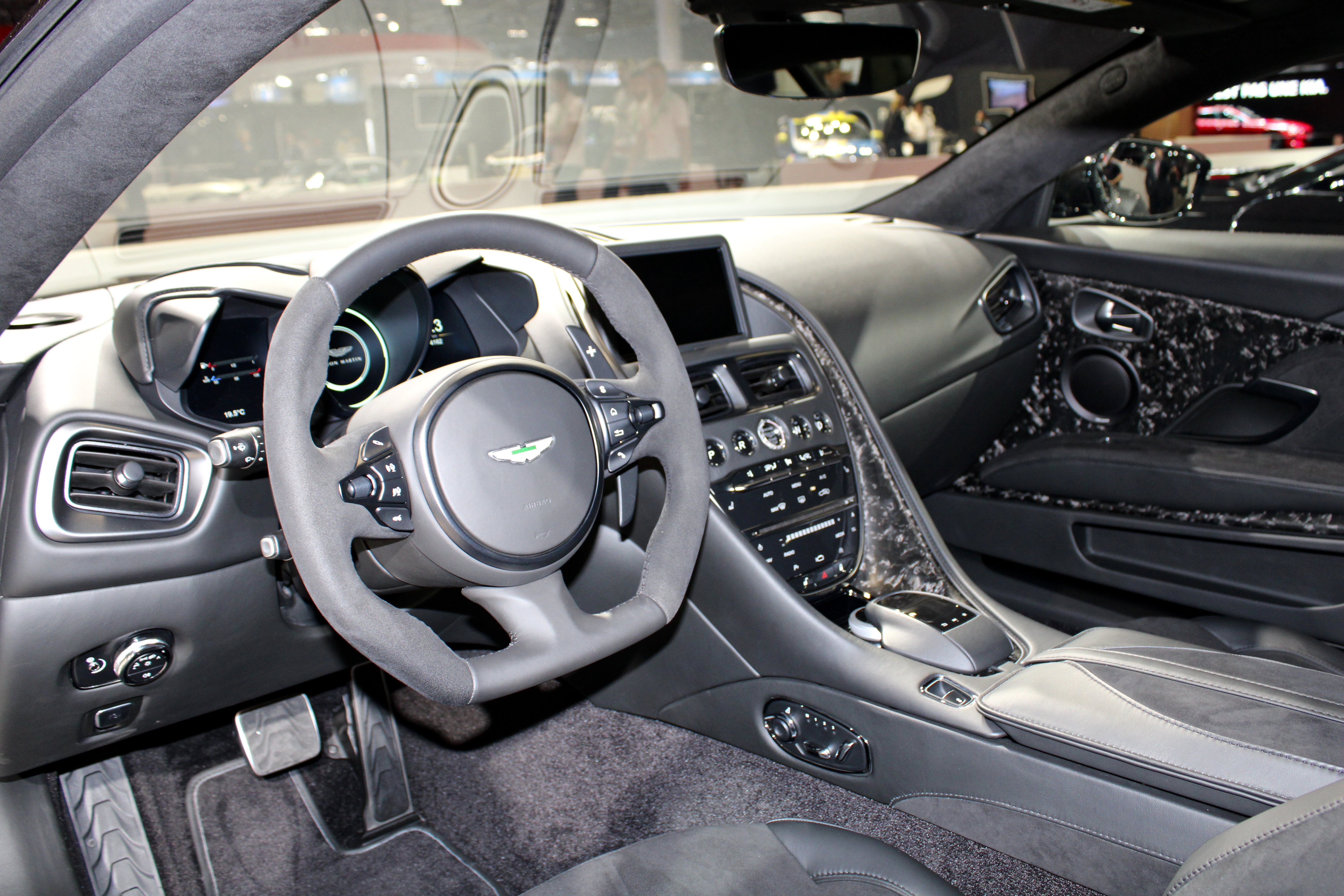
داخل (دی‌بی‌اس سوپرلجرا)
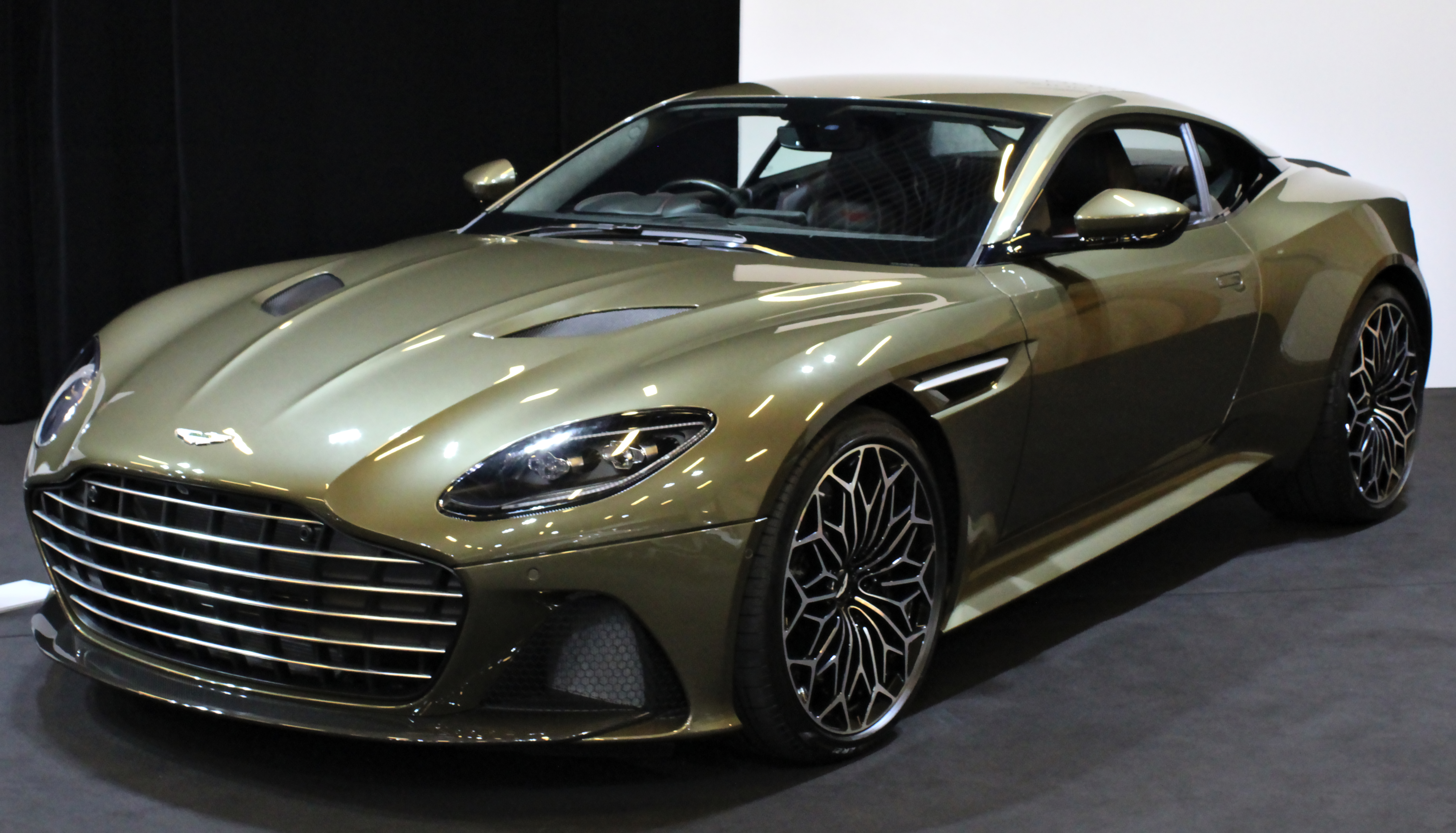
دی‌بی‌اس سوپرلجرا OHMSS
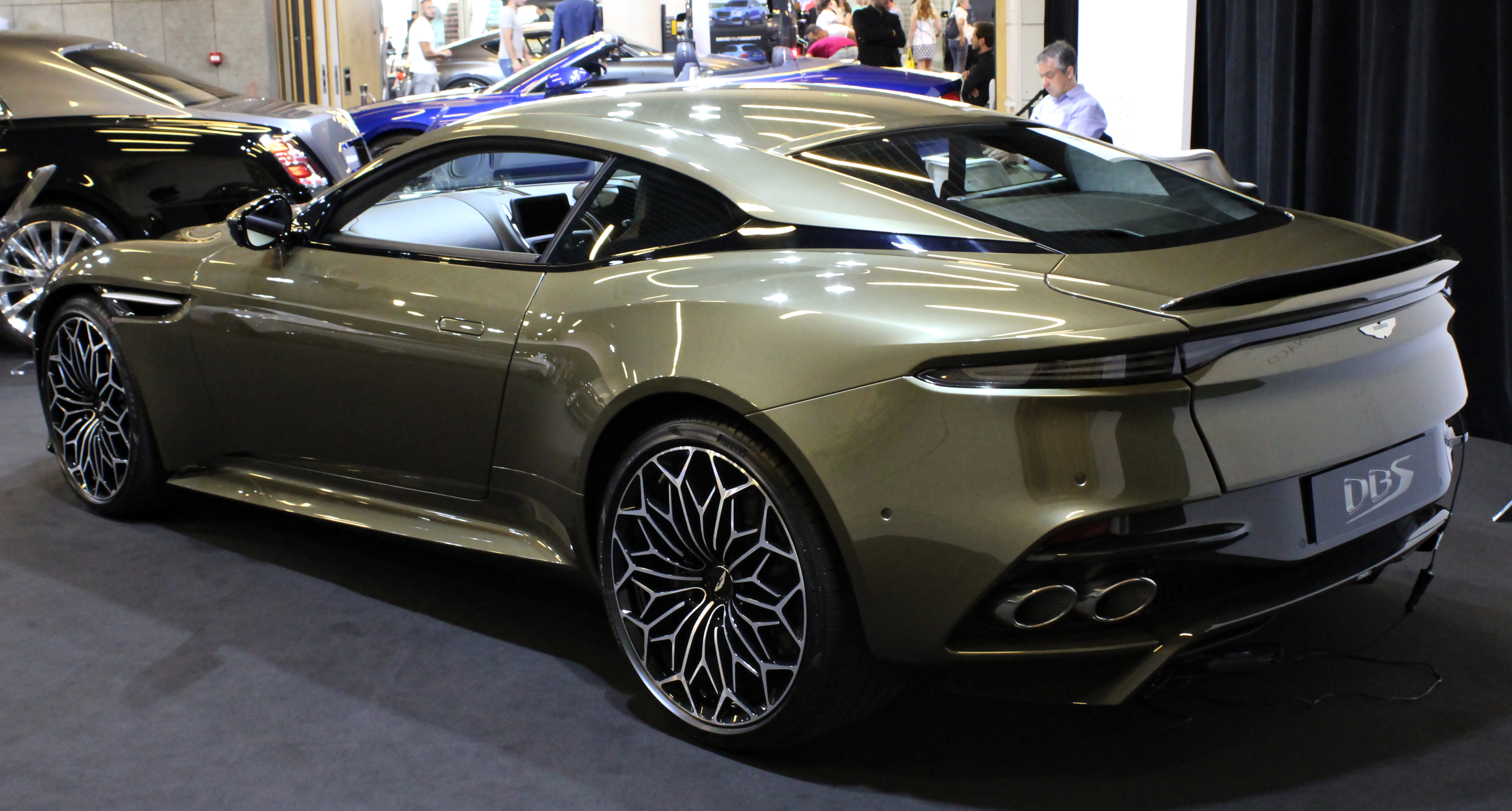
دی‌بی‌اس سوپرلجرا OHMSS (نمای پشت)
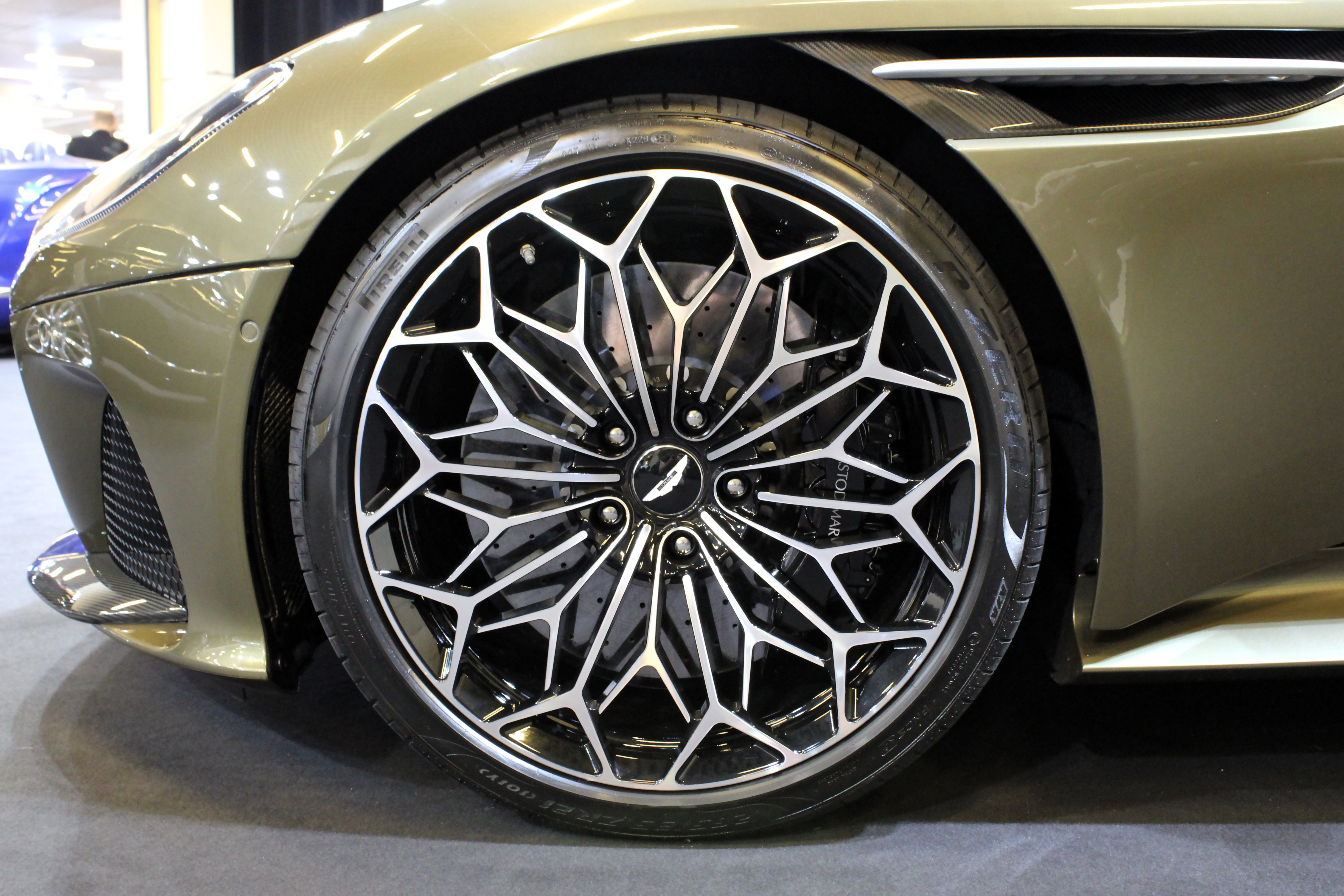
چرخ طرح الماسی
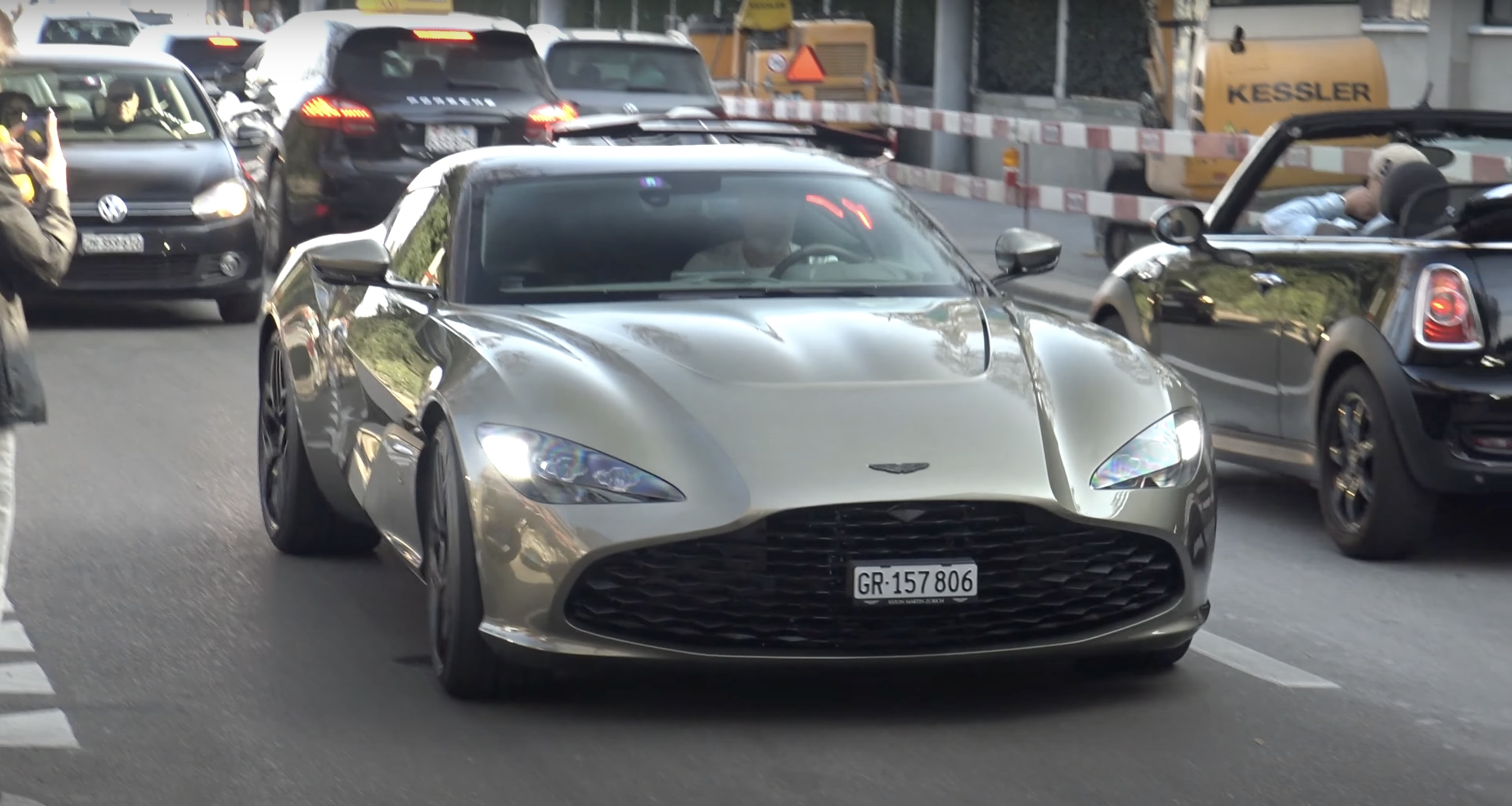
دی‌بی‌اس جی‌تی زاگاتو
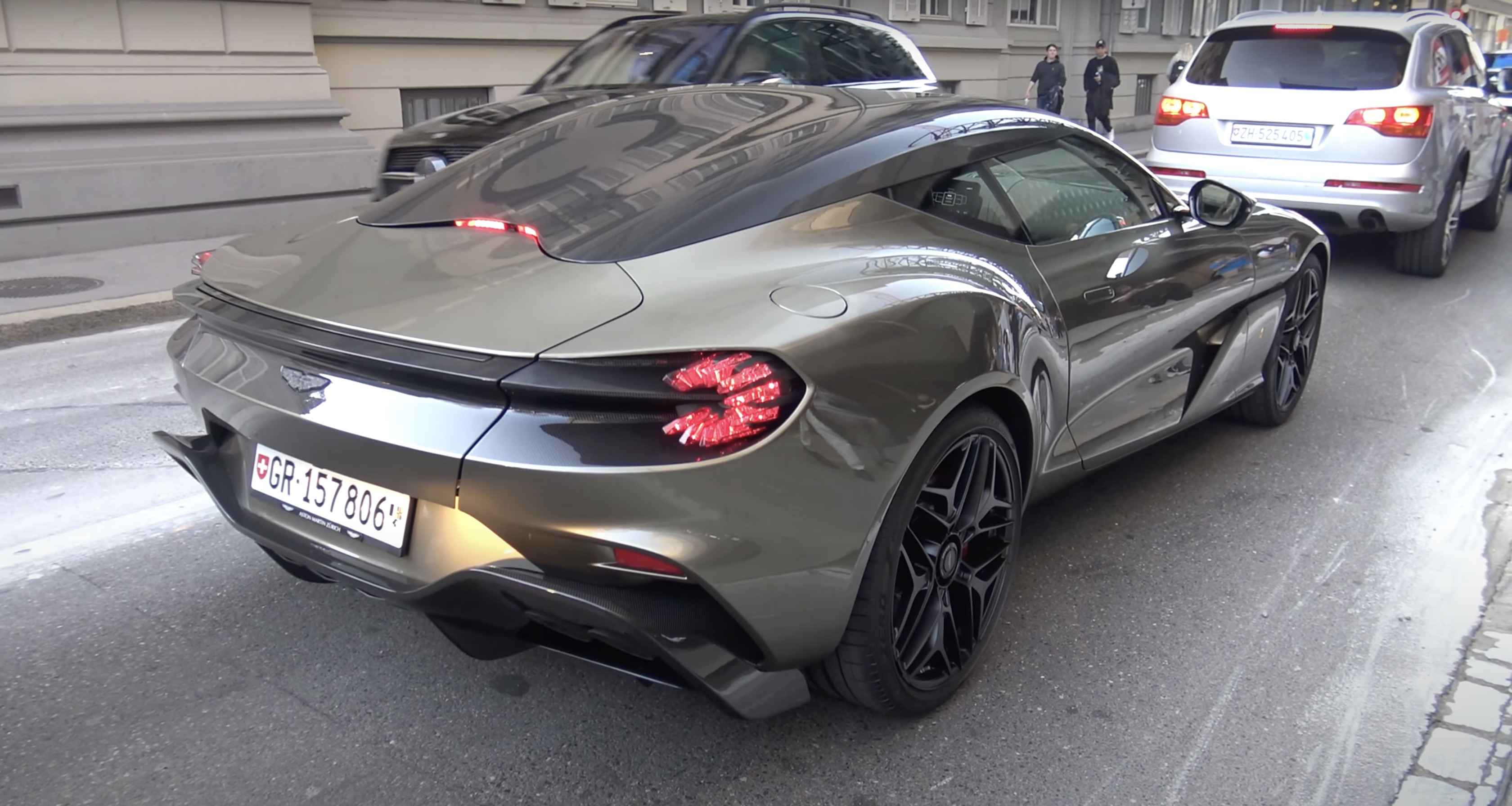
دی‌بی‌اس جی‌تی زاگاتو (نمای پشت)
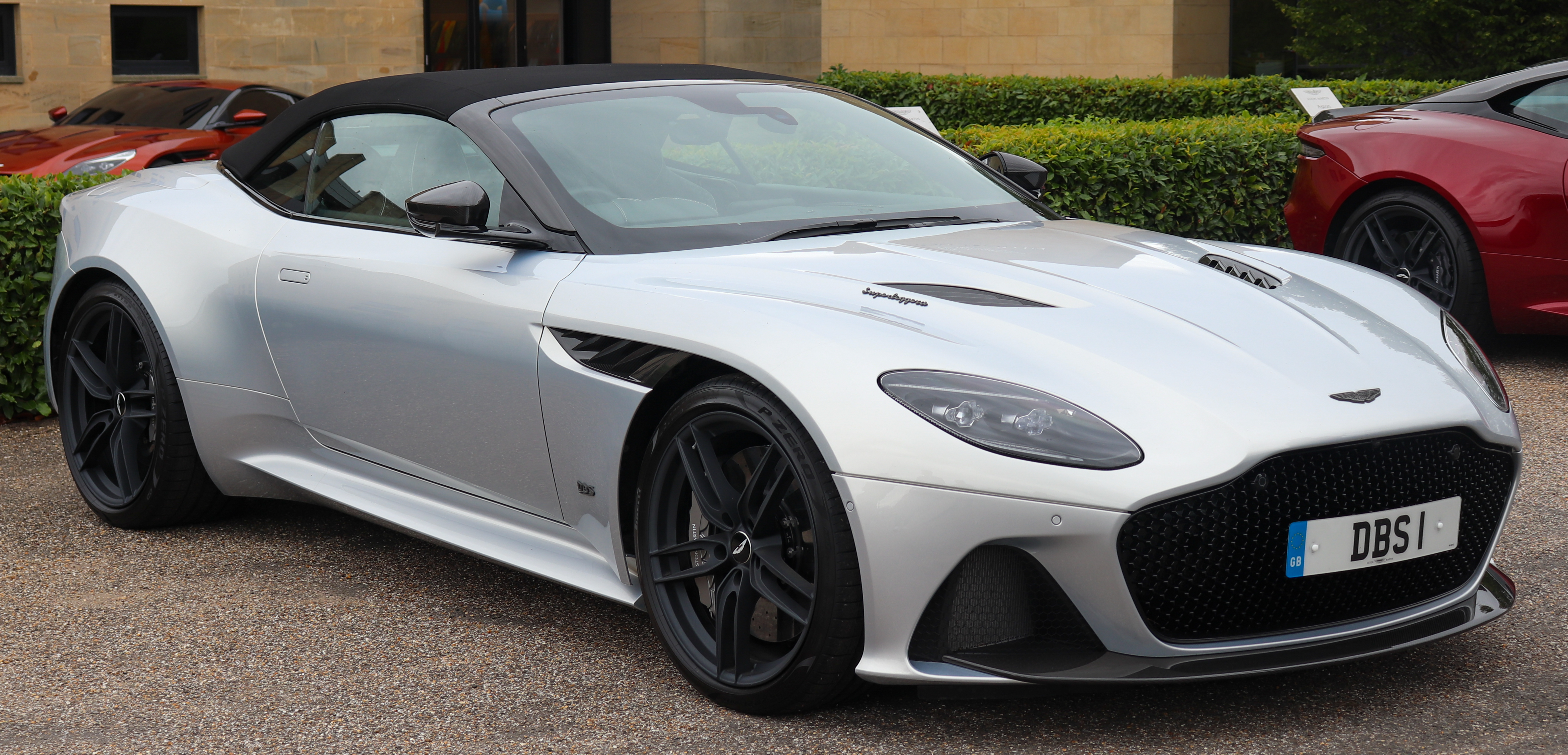
دی‌بی‌اس سوپرلجرا وولانته